# Dieter Eue
Dieter Eue (* 1947 in Berlin Ost) ist ein deutscher Schriftsteller.

## Schriftstellerleben
Dieter Eue nahm an Dichter-Lesungen in der Wohnung von Wilfriede und Ekkehard Maaß am Prenzlauer Berg teil, um dort seinen Debüt-Roman Ketzers Jugend vorzustellen. Zentrales Thema des Romans ist das Aufbäumen gegen Normen und das unbeirrbare Anecken des Protagonisten bei staatlichen Stellen der DDR und die folgenschweren Konsequenzen. Von Rezensenten wird der Text mit Brechts Baal oder Döblins Berlin Alexanderplatz verglichen. Andere Rezensenten nehmen mehr auf die DDR-Literatur Bezug und vergleichen Eues Roman mit Texten wie Plenzdorfs Die neuen Leiden des jungen W. oder Rolf Schneiders Die Reise nach Jaroslaw. Dabei zeichnet Eue auch den Werdegang der DDR-Band Sugar Beats nach. Nachdem er erfahren hat, dass sein Buch „in den nächsten dreißig Jahren“ nicht erscheinen könne, packt Eue das Manuskript und übersiedelt 1982 nach Berlin West. Nach anderen Darstellungen wurde Eue direkt aus dem Gefängnis 1982 abgeschoben.
„Aufschlußreich bleibt die Tatsache, daß eine große Anzahl jener Dichter, die durch Prosawerke nach dem Mauerbau oder die Lyrikwelle populär geworden sind und bis auf ganz wenige Ausnahmen aus tiefer sozialistischer Überzeugung die Literaturbühne betreten hatten, später zu Kritikern des Regimes mutierten und die „DDR“ als Gegner und Feinde verließen oder verlassen mußten, so zum Beispiel ... Dieter  Eue...“.
Anlässlich des Konzerts von Wolf Biermann 1989 in Leipzig unterzeichnete Eue als einer von 77 Autoren einen Appell, der dem Kulturminister übergeben wurde. Darin feiern die Unterzeichner den ersten großen Auftritt des Barden in der DDR. Sie fordern außerdem eine Aufhebung der Zensur und Arbeitsmöglichkeiten für alle Künstler.
1989 unternahm Eue einen „Selbstversuch“. Er setzte sich mit Obdachlosigkeit auseinander, wanderte ohne Geld durch die Bundesrepublik und schrieb darüber zwei Erlebnisberichte und das Theaterstück Am Rande. Die Texte von Dieter Eue nahm eine Forschungsgruppe 2012 zum Anlass die Lebensumstände von Verkäufern der Obdachlosenzeitung Trott-war zu untersuchen. Auch ein weiterer Forschungsbericht zum Thema Wohnungslosigkeit und Subjektentwicklung bezieht sich auf Eue.

## Publikationen

### Anthologien
- Junge Literaten in der DDR 1981[25]
- Almanach des Stuttgarter Schriftstellerhauses Nr. 3[26]

### Prosa
- Ketzers Jugend. Roman. Hoffmann und Campe, Hamburg 1982, ISBN 978-3-455-00390-1. Ketzers Jugend. Roman. Buchgestaltung: Juergen Seuss. Büchergilde Gutenberg, Frankfurt am Main 1987, ISBN 978-3-7632-3316-8.
- Ein Mann namens Kohlhaas. Novelle. Hoffmann und Campe, Hamburg 1983, ISBN 978-3-455-00391-8.
- Alles Kino. Ein Trip durch die Republik. Luchterhand, Frankfurt am Main 1989, ISBN 978-3-630-86714-4.
- Haste mal ne Mark? Umsonst durch die Republik. Erlebnisbericht. Luchterhand, Hamburg / Zürich 1992, ISBN 978-3-630-71029-7.

### Theaterstücke
- Am Rande. Uraufgeführt im Schlosstheater Mörs 1989.[21]
- Wir recyceln Opa. Eine groteske Komödie in fünf Akten. 2017 Theaterverlag Plausus.[27]

### Feature
- Dieter Eue: Gummi-Twist. Vom Umgang mit Präservativen. Ein gesamtdeutscher Überblick. SFB 1990.[28]

## Auszeichnungen
- 1991 Präsenz-Stipendium des Stuttgarter Schriftstellerhauses
- 2013 Arbeitsstipendium des Deutschen Literaturfonds e.V.[29]